# Бівер-Спрінгс (Пенсільванія)
Бівер-Спрінгс (англ. Beaver Springs) — переписна місцевість (CDP) в США, в окрузі Снайдер штату Пенсільванія. Населення — 674 особи (2010).

## Географія
Бівер-Спрінгс розташований за координатами 40°44′41″ пн. ш. 77°12′59″ зх. д. / 40.74472° пн. ш. 77.21639° зх. д. (40.744812, -77.216413).  За даними Бюро перепису населення США в 2010 році переписна місцевість мала площу 3,52 км², з яких 3,51 км² — суходіл та 0,01 км² — водойми.

## Демографія
Згідно з переписом 2010 року, у переписній місцевості мешкали 674 особи в 285 домогосподарствах у складі 198 родин. Густота населення становила 191 особа/км².  Було 299 помешкань (85/км²).
Расовий склад населення:
| - 98,8 % — білих - 0,1 % — чорних або афроамериканців - 0,1 % — азіатів |

До двох чи більше рас належало 0,6 %. Частка іспаномовних становила 0,1 % від усіх жителів.
За віковим діапазоном населення розподілялося таким чином: 21,4 % — особи молодші 18 років, 57,8 % — особи у віці 18—64 років, 20,8 % — особи у віці 65 років та старші. Медіана віку мешканця становила 42,1 року. На 100 осіб жіночої статі у переписній місцевості припадало 93,1 чоловіків;  на 100 жінок у віці від 18 років та старших — 88,6 чоловіків також старших 18 років.
Середній дохід на одне домашнє господарство  становив 42 197 доларів США (медіана — 34 167), а середній дохід на одну сім'ю — 45 964 долари (медіана — 37 083). За межею бідності перебувало 22,6 % осіб, у тому числі 41,9 % дітей у віці до 18 років та 11,7 % осіб у віці 65 років та старших.
Цивільне працевлаштоване населення становило 216 осіб. Основні галузі зайнятості: виробництво — 35,2 %, освіта, охорона здоров'я та соціальна допомога — 15,7 %, будівництво — 8,8 %, публічна адміністрація — 7,4 %.